# Дейкен, Клемент
Клемент Пембертон Дейкен (англ. Clement Pemberton Deykin; 1 октября 1877, Lapley, Стаффордшир — 14 марта 1969) — британский регбист, серебряный призёр летних Олимпийских игр 1900.
На Играх Дейкен входил в сборную Великобритании, которая в единственном матче проиграла Франции со счётом 21:8, получив серебряные медали.